# Natasha De Troyer
Natasha De Troyer (8 agosto 1978) è un'ex sciatrice alpina belga ipovedente, che ha rappresentato il Belgio nello sci alpino paralimpico ai Giochi paralimpici invernali e ai Mondiali, dove ha vinto una medaglia d'argento e due di bronzo. È stata l'unica atleta belga a partecipare sia ai Giochi paralimpici invernali del 2006 a Torino che a quelli del 2010 a Vancouver.

## Biografia
Residente a Serskamp e soprannominata Tashke o Nath, de Troyer ha fatto studi linguistici, in latino e matematica. Ha iniziato a praticare lo sport all'età di 16 anni, allenata inizialmente dal padre Werner de Troyer, ed in seguito da Kim Semadenie e Werner Rammeloo.

## Carriera
Nella Coppa del Mondo di sci alpino IPC 2009 a Pyeongchang, categoria femminile non vedenti, Natasha de Troyer e la sua guida Diego Van de Voorde sono arrivati al 3º posto nel superG e nella supercombinata. Al 1º posto l'atleta slovacca Henrieta Farkašová e la sua guida Natalia Subrtova, seguite dalle canadesi Viviane Forest e la sua guida Lindsay Debou.
Natasha de Troyer è stata l'unica atleta a rappresentare il suo paese ai Giochi paralimpici invernali di Vancouver 2010, gareggiando in tutti e cinque gli eventi di sci alpino. Solo quattro mesi prima dei Giochi di Vancouver aveva subito un infortunio al ginocchio, raccontando di aver avuto una brutta esperienza nelle gare. Arrivata tra le prime otto in quattro eventi separati per non vedenti, non è riuscita a vincere una medaglia.
La sciatrice belga, che aveva gareggiato agli ultimi due Giochi paralimpici invernali, è stata tra i 130 atleti provenienti da 27 paesi a partecipare ai Campionati del mondo di sci alpino paralimpico di Sestriere del 2011. Ha annunciato il suo ritiro alla fine della competizione.

## Palmarès

### Campionati mondiali
- 3 medaglie:
  - 1 argento (Slalom B1-3 a Wildschönau 2003/2004)
  - 2 bronzi (slalom gigante B1-3 a Wildschönau 2003/2004 e supercombinata B1-3 a Pyeongchang 2008/2009)